# Metarhizium
Metarhizium — рід грибів родини Clavicipitaceae. Назва вперше опублікована 1879 року. До дослідження ДНК гриби визначали за зовнішніми ознаками. Після дослідження ДНК більшість виявилася безстатевими формами (анаморфами) грибів Ascomycota, включаючи Metacordyceps.

## Поширення та середовище існування
Гриб паразитує на комахах.
Metarhizium pingshaense паразитує на різних комахах: жуках, тарганах, москітах.
Metarhizium anisopliae, як і Кордицепс однобокий (Ophiocordyceps unilateralis) можливо управляє діями мурах, змушуючи їх до певних дій. Таку поведінку мурах також пояснюють альтруїзмом у тварин. Мурашки виду Temnothorax unifasciatus (Myrmicinae), які заражені спорами смертельного для них грибка Metarhizium anisopliae, за деякий час до своєї смерті (від декількох годин до декількох днів) залишали свій мурашник та йшли на велику відстань. Ця рятує інших мурашок від зараження новими спорами грибку.

## Практичне використання
У 90-х роках в рамках дослідницької програми LUBILOSA було доведено, що Metarhizium acridum у своїй споровій формі ефективний для знищення сарани та інших членів сімейства Acrididea без шкідливих наслідків для нецільових видів, крім одомашненого шовкового хробака Bombyx mori. В Австралії з нього виробляють біологічний інсектицид Green Guard, а в США під назвою Green Muscle.
З Metarhizium anisopliae виготовляють біологічний ґрунтовий інсектицид Ентоцид (Метаризин).